# Siriella chessi
Siriella chessi är en kräftdjursart som beskrevs av Murano 1986. Siriella chessi ingår i släktet Siriella och familjen Mysidae. Inga underarter finns listade i Catalogue of Life.